# Михалич-Село
45°23′ пн. ш. 15°28′ сх. д. / 45.39° пн. ш. 15.47° сх. д.
Михалич-Село (хорв. Mihalić Selo) — населений пункт у Хорватії, у Карловацькій жупанії у складі міста Дуга Реса.

## Населення
Населення за даними перепису 2011 року становило 81 осіб.
Динаміка чисельності населення поселення: